# Mission scientifique française du cap Horn

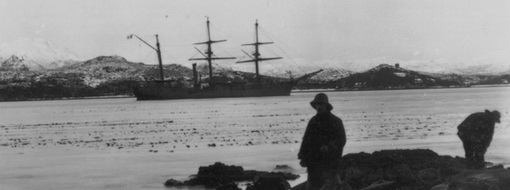
La Romanche dans la baie Orange, sur l'île Hoste.

La mission scientifique française du cap Horn s'est déroulée entre 1882 et 1883 dans le cadre de la première année polaire internationale.
L'expédition part de Cherbourg le 17 juillet 1882 à bord du trois-mâts barque La Romanche, un transport-aviso de la marine nationale française, commandé par Louis-Ferdinand Martial.  Après des escales à Santa Cruz de Tenerife et Montevideo, il arrive le 6 septembre en baie Orange dans la péninsule Hardy sur l'île Hoste, à une quarantaine de kilomètres au nord-ouest du cap Horn, site choisi pour la qualité de son mouillage. 
Le navire et son équipage vont passer sept semaines dans le sud de la Terre de Feu, une région alors encore très largement méconnue. Une équipe va descendre à terre, où elle restera pendant la durée du séjour pour réaliser des études météorologiques, astronomiques, zoologiques et botaniques mais également ethnologiques. Une équipe va rester à bord et va alors naviguer le long des côtes pour faire des relevés cartographiques et hydrographiques. 
Puis d'octobre 1882 à août 1883, La Romanche va réaliser sept voyages entre Punta Arenas et les îles de l’extrême sud du continent et un séjour d'une douzaine de jours aux Malouines.
La mission scientifique est composée : 
- des botanistes Émile Bescherelle, Adrien Franchet, Paul Hariot et Paul Petit ;
- du médecin Paul Hyades qui mènera principalement les études ethnologiques ainsi que géologiques ;
- de l'ornithologue Émile Oustalet.

La Romanche sur le chemin du retour vers la France découvrira par sondage dans l'Atlantique équatorial la fosse marine nommée d'après le navire, la fosse Romanche. 